# 杜潛 (萬曆進士)
杜潛（1548年—1607年），字孔昭，号见田，山東東昌府高唐州人，軍籍，明朝政治人物。

## 生平
萬曆七年（1579年）己卯科山東鄉試第十八名舉人。萬曆八年（1580年）庚辰科進士。都察院觀政，丁憂歸。十一年授户部主事，差管浒墅鈔关，十四年升员外郎，十五年升郎中，十七年官直隸河間府知府，本年丁憂歸。二十二年补官直隸保定府（今河北省保定市）知府。二十六年五月升陕西副使，八月改河南副使。二十七年任朝鲜东征軍監軍副使，二十九年升山西右参政兼佥事，整饬蓟州。三十年二月，以朝鲜善后有功，升按察使，仍管地方事。三十三年十月加升右布政使兼副使。萬曆三十五年卒。四十六年其子中书舍人杜其材上疏求恤典，上命照例赠恤。

## 家族
曾祖杜全，曾任義官；祖父杜鑰；父杜子權，贈户部主事。母龔氏；前母虞氏。